# Goltoft
Goltoft település Németországban, Schleswig-Holstein tartományban. Lakosainak száma 214 fő (2016. december 31.).

## Népesség
A település népességének változása:

| 1975 | 186 |
| 2016 | 214 |